# Onthophagus rhinocerus
Onthophagus rhinocerus är en skalbaggsart som beskrevs av Gomes Alves 1944. Onthophagus rhinocerus ingår i släktet Onthophagus och familjen bladhorningar. Inga underarter finns listade i Catalogue of Life.